# Football Club Turris 1944 1988-1989
Questa voce raccoglie le informazioni riguardanti la Football Club Turris 1944 nelle competizioni ufficiali della stagione 1988-1989.

## Rosa
| N. |                      | Ruolo | Calciatore              |
| -- | -------------------- | ----- | ----------------------- |
|    | Italia (bandiera)    | A     | Raimondo Acampora       |
|    | Argentina (bandiera) | A     | Eduardo Angel Barbero   |
|    | Italia (bandiera)    |       | Bracaglia               |
|    | Italia (bandiera)    | D     | Francesco Cetronio      |
|    | Italia (bandiera)    | A     | Domenico Citarelli      |
|    | Italia (bandiera)    | D     | Rosario Cuciniello      |
|    | Italia (bandiera)    | C     | Cuono Di Costanzo       |
|    | Italia (bandiera)    | A     | Francesco Di Rienzo (I) |
|    | Italia (bandiera)    | D     | Antonio Esposito        |
|    | Italia (bandiera)    | D     | Marcello Esposito       |
|    | Italia (bandiera)    | D     | Carmine Falso           |
|    | Italia (bandiera)    | A     | Marco Fida              |

| N. |                   | Ruolo | Calciatore        |
| -- | ----------------- | ----- | ----------------- |
|    | Italia (bandiera) | C     | Nunzio Gagliotti  |
|    | Italia (bandiera) | C     | Romano Salvatore  |
|    | Italia (bandiera) | D     | Stefano Liquidato |
|    | Italia (bandiera) | D     | Vincenzo Matrone  |
|    | Italia (bandiera) | P     | Alfredo Peluso    |
|    | Italia (bandiera) | C     | Mauro Ruffelli    |
|    | Italia (bandiera) | A     | Gennaro Russo     |
|    | Italia (bandiera) | D     | Matteo Siniscalco |
|    | Italia (bandiera) | P     | Vincenzo Strino   |
|    | Italia (bandiera) | C     | Daniele Tani      |
|    | Italia (bandiera) | C     | Gennaro Torlo     |
|    | Italia (bandiera) | A     | Vincenzo Vivarini |

## Risultati

### Campionato

#### Girone di andata
| 11 settembre 1988 1ª giornata | Turris | 1 – 0 | Cynthia |  |

| 18 settembre 1988 2ª giornata | Sorrento | 4 – 1 | Turris |  |

| 25 settembre 1988 3ª giornata | Trapani | 0 – 1 | Turris |  |

| 2 ottobre 1988 4ª giornata | Turris | 1 – 0 | Juventus Stabia |  |

| 9 ottobre 1988 5ª giornata | Siracusa | 1 – 0 | Turris |  |

| 16 ottobre 1988 6ª giornata | Turris | 2 – 4 | Lodigiani |  |

| 23 ottobre 1988 7ª giornata | Benevento | 1 – 1 | Turris |  |

| 30 ottobre 1988 8ª giornata | Turris | 0 – 0 | Campania |  |

| 6 novembre 1988 9ª giornata | Battipagliese | 1 – 0 | Turris |  |

| 13 novembre 1988 10ª giornata | Turris | 0 – 1 | Kroton |  |

| 20 novembre 1988 11ª giornata | Nola | 2 – 0 | Turris |  |

| 27 novembre 1988 12ª giornata | Afragolese | 0 – 0 | Turris |  |

| 4 dicembre 1988 13ª giornata | Turris | 0 – 0 | Cavese |  |

| 11 dicembre 1988 14ª giornata | Vigor Lamezia | 1 – 2 | Turris |  |

| 18 dicembre 1988 15ª giornata | Turris | 1 – 0 | Latina |  |

| 31 dicembre 1988 16ª giornata | Gela J.T. | 4 – 1 | Turris |  |

| 8 gennaio 1989 17ª giornata | Turris | 2 – 0 | Atletico Leonzio |  |

#### Girone di ritorno
| 15 gennaio 1989 18ª giornata | Cynthia | 0 – 2 | Turris |  |

| 22 gennaio 1989 19ª giornata | Turris | 2 – 2 | Sorrento |  |

| 5 febbraio 1989 20ª giornata | Turris | 1 – 0 | Trapani |  |

| 12 febbraio 1989 21ª giornata | Juventus Stabia | 2 – 2 | Turris |  |

| 19 febbraio 1989 22ª giornata | Turris | 5 – 3 | Siracusa |  |

| 5 marzo 1989 23ª giornata | Lodigiani | 1 – 1 | Turris |  |

| 12 marzo 1989 24ª giornata | Turris | 2 – 0 | Benevento |  |

| 19 marzo 1989 25ª giornata | Campania | 2 – 1 | Turris |  |

| 25 marzo 1989 26ª giornata | Turris | 1 – 2 | Battipagliese |  |

| 9 aprile 1989 27ª giornata | Kroton | 1 – 0 | Turris |  |

| 16 aprile 1989 28ª giornata | Turris | 1 – 1 | Nola |  |

| 23 aprile 1989 29ª giornata | Turris | 2 – 1 | Afragolese |  |

| 30 aprile 1989 30ª giornata | Pro Cavese | 2 – 1 | Turris |  |

| 14 maggio 1989 31ª giornata | Turris | 1 – 1 | Vigor Lamezia |  |

| 21 maggio 1989 32ª giornata | Latina | 3 – 0 | Turris |  |

| 28 maggio 1989 33ª giornata | Turris | 1 – 1 | Gela J.T. |  |

| 4 giugno 1989 34ª giornata | Atletico Leonzio | 0 – 0 | Turris |  |